# Жан VII д’Аркур
Жан VII д’Аркур (фр. Jean VII d'Harcourt); 1369 — 18 декабря 1452, Шательро) — 4-й граф д’Аркур (1389—1452) и 4-й д’Омаль (1389—1452), виконт де Шательро, сеньор де Мезьер, д’Эльбеф, Л’Ильебон и де Ла-Соссэ.
Второй сын Жана VI д’Аркура (1342—1388), 3-го графа д’Аркур и д’Омаль (1356—1389), и Екатерины де Бурбон (1342—1427), дочери Пьера I де Бурбона (1311—1356), 2-го герцога де Бурбона (1341—1356), и Изабелы де Валуа (1313—1383).

## Биография
В феврале 1389 года после смерти своего отца Жана VI д’Аркура Жан VII унаследовал графства Аркур и Омаль, а также другие мелкие сеньории.
Участник Столетней войны с Англией. Под командованием своего дяди, герцога Людовика II де Бурбона, участвовал в осаде Тайберга. В 1391 году принял участие в морской экспедиции на Тунис.
В 1415 году Жан VII участвовал в боях с англичанами под Гарфлером и Азенкуром.
В 1417-1418 годах англичане оккупировали Нормандию, где взяли замки Аркур и Омаль. Король Англии Генрих V пожаловал титул графа Омальского Ричарду де Бошану, а титул графа д’Аркур — своему младшему брату, герцогу Томасу Ланкастеру.
Позднее король Франции Карл VII (1422—1461) назначил Жана д’Аркура капитан-генералом Нормандии и выделил ему пенсию в размере тысячи ливров.
18 декабря 1452 года Жан VII скончался в своем замке Шательро. Его единственный сын Жан VIII д’Аркур, носивший при жизни отца титулы графа д’Аркур и д’Омаль, погиб в 1424 году в битве с англичанами при Вернейле, поэтому наследницей стала старшая дочь — Мария д’Аркур (1452—1476), жена графа Антуана де Водемона.

## Семья
17 марта 1390 года Жан VII д’Аркур женился на Марии Алансонской (1373—1417), дочери Пьера II Доброго (1340—1404), графа Алансонского (1361—1404), и Марии де Шамайяр. Дети:
- Жан VIII д’Аркур (1396—1424), титулярный граф д’Аркур и д’Омаль
- Мария д’Аркур (1398—1476), жена с 1416 года Антуана де Водемона (1400—1458), графа де Водемона и сеньора де Жуанвиля (1418—1458)
- Жанна д’Аркур (1399—1456)